# Cień akustyczny
Cień akustyczny to obszar do którego nie dochodzi dźwięk.
Na zasadzie działania cienia akustycznego oparta jest budowa ekranów akustycznych chroniących np. mieszkańców domów przy bardzo ruchliwych arteriach komunikacyjnych.
W ultrasonografii cień akustyczny to obszar położony za obiektem silnie odbijającym falę akustyczną. Cień taki wygląda na obrazie ultrasonograficznym identycznie jak cień od obiektu oświetlanego lekko rozproszonym źródłem światła.
Granice cienia akustycznego są rozmyte (podobnie jak granice cienia świetlnego), co jest wynikiem różnego dla różnych zakresów częstotliwości kąta uginania się fal akustycznych na krawędzi przeszkody. Zjawisko to nosi nazwę dyfrakcji i jest cechą wspólną dla różnych typów fal fizycznych.